# Echinanthera undulata
Espèce
Synonymes
- Coluber undulatus Wied, 1824
- Rhadinaea binotata Werner, 1909

Statut de conservation UICN

 LC  : Préoccupation mineure
Echinanthera undulata  est une espèce de serpents de la famille des Dipsadidae.

## Répartition
Cette espèce est endémique du Brésil. Elle se rencontre dans les États du Minas Gerais, de Rio de Janeiro, de São Paulo, du Paraná et Santa Catarina.
Sa présence en Équateur, en Colombie, au Guyana, au Suriname et en Guyane est incertaine.

## Publication originale
- Wied-Neuwied, 1824 : Verzeichniss der Amphibien, welche im zweyten Bande der Naturgeschichte Brasiliens vom Prinz Max von Neuwied werden beschrieben werden. Isis von Oken, vol. 14, p. 661-673 (texte intégral).